# Одинцовский сельский округ
Одинцовский сельский округ — упразднённая административно-территориальная единица, существовавшая на территории Домодедовского района Московской области в 1994—2006 годах.
Судаковский сельсовет возник в первые годы советской власти. По состоянию на 1919 год он входил в Шебанцевскую волость Подольского уезда Московской губернии.
В 1923 году к Судаковскому с/с был присоединён Ильинский с/с.
В 1926 году Судаковский с/с включал деревни Ильинское и Судаково, а также хутор, дом отдых и сельхоз.
В 1929 году Судаковский с/с был отнесён к Подольскому району Московского округа Московской области.
14 июня 1954 года к Судаковскому с/с были присоединены Заборьевский и Долматовский с/с.
31 декабря 1954 года из Судаковского с/с в черту дачного посёлка Востряково было передано селение Заборье.
20 августа 1960 года центр Судаковского с/с был перенесён в центральную усадьбу совхоза «Одинцово-Вахромеево», а сам сельсовет переименован в Одинцовский сельсовет.
1 февраля 1963 года Подольский район был упразднён и Одинцовский с/с вошёл в Ленинский сельский район.
14 января 1964 года населённый пункт Акулинино Одинцовского с/с был передан Растуновскому с/с.
11 января 1965 года Одинцовский с/с был передан в восстановленный Подольский район.
13 мая 1969 года Одинцовский с/с был передан в новый Домодедовский район, но с подчинением Домодедовскому городскому совету депутатов трудящихся и его исполнительному комитету.
26 декабря 1985 года из Одинцовского с/с в Краснопутьский были переданы селения Ловцово и Скрипино-1.
Решением Московской областной Думы от 3 февраля 1994 года и решением Домодедовской районной Думы от 21 сентября 1994 года Одинцовский с/с был преобразован в Одинцовский сельский округ.
24 марта 2004 года в Одинцовском с/о посёлок отделения совхоза «Заборье» был присоединён к деревне Заборье.
В ходе муниципальной реформы 2005 года Одинцовский сельский округ прекратил своё существование как муниципальная единица. При этом все его населённые пункты были переданы в городской округ Домодедово.
29 декабря 2006 года Одинцовский сельский округ исключён из учётных данных административно-территориальных и территориальных единиц Московской области.
14 марта 2007 году в состав города Домодедово была включена деревня Заборье Домодедовского района.
11 марта 2009 года в состав деревни Одинцово был включён посёлок Ильинское Лесничество Домодедовского района
| №  | Населённый пункт            | Тип населённого пункта | Население (2002) | прим.                          |
| -- | --------------------------- | ---------------------- | ---------------- | ------------------------------ |
| 1  | Долматово                   | село (деревня)         | 618              |                                |
| 2  | Заборье                     | деревня                | 435              | с 2007 - в черте г. Домодедово |
| 3  | Зиновкино                   | деревня                | ↘4               |                                |
| 4  | Ивановка                    | деревня                | ↘11              |                                |
| 5  | Ильинское                   | деревня                | 1349             |                                |
| 6  | Ильинское Лесничество       | посёлок                | 52               | с 2009 - в черте д. Одинцово   |
| 7  | Калачево                    | деревня                | ↘26              |                                |
| 8  | Одинцово                    | деревня                | ↗136             |                                |
| 9  | отделения совхоза «Заборье» | посёлок                | 407              | с 2004 - в черте д. Заборье    |
| 10 | Редькино                    | деревня                | ↘22              |                                |
| 11 | санатория «Подмосковье»     | посёлок                | ↗3952            |                                |
| 12 | Судаково                    | деревня                | ↘308             |                                |
| 13 | Тургенево                   | деревня                | ↗19              |                                |

7 июля 2011 года деревня Долматово была преобразована в село.